# سیارک ۷۲۸۹
سیارک ۷۲۸۹ (به انگلیسی: 7289 Kamegamori، نامگذاری:1991JU) هفت هزار و دویست و هشتاد و نهمین سیارک کشف شده‌است که در ۵ مه ۱۹۹۱ کشف شد.
قدر مطلق سیارک برابر ۱۳٫۴۰ است.